# عدد لازم للعلاج
العدد اللازم للعلاج هو مقياس وبائي يستخدم للتعبير عن فعالية إجراء تقدمه الرعاية الصحية، يكون عادة علاجًا دوائيًا. يمثل العدد اللازم للعلاج متوسط عدد المرضى الواجب علاجهم لمنع نتيجة سيئة إضافية واحدة (مثلًا، عدد المرضى الواجب علاجهم كي يستفيد واحد منهم مقارنةً بمجموعة المراقبة في التجارب السريرية). يُعرف بأنه القياس المعاكس لإنقاص الخطر المطلق، ويحسب وفق الآتي: 1\(Iu –Ie   )
Iu  الوقوع في مجموعة المعالَجين (المعرضين)
Ie الوقوع في مجموعة المراقبة (غير المعرضين).
وُصف العدد اللازم للعلاج باعتباره نوعًا من أنواع حجم الأثر في 1988 من قبل لوباكاس وساكيت وروبرتس في جامعة ماكماستر. وعند العدد المثالي 1، يتحسن جميع الأفراد عند تلقي العلاج ولا يتحسن أي شخص في مجموعة المراقبة. تشير القيم الأعلى إلى أن العلاج أقل فعالية.
يشبه العدد اللازم للعلاج العدد اللازم للإيذاء، يشير الأول إلى التدخل العلاجي ويشير الثاني إلى أثر مؤذٍ أو عامل خطورة.

## الأهمية
العدد اللازم للعلاج مقياس مهم في الاقتصاد الدوائي. إذا كانت نقطة النهاية السريرية شديدة بما فيه الكفاية (كالموت أو النوبات القلبية)، يمكن استخدام أدوية، قيمة العدد اللازم للعلاج عند استخدامها مرتفعة، في حالات معينة. إذا كانت نقطة النهاية طفيفة، يمكن أن ترفض شركات التأمين الصحي تعويض الأدوية التي تكون قيمة العدد اللازم للعلاج عند استخدامها مرتفعة. العدد اللازم للعلاج مهم لمقارنة الآثار الجانبية المحتملة للدواء مقابل الفوائد المرجوة. عندما تكون القيمة الخاصة بدواء ما مرتفعة، تصبح أي آثار سلبية أهم من المنفعة المرجوة.
العدد اللازم للعلاج مقياس مهم في التجارب السريرية، لكن نادرًا ما يُدرج في مقالات المجلات الطبية التي تعرض نتائج التجارب السريرية. هناك مشاكل مهمة متعددة متعلقة بالعدد اللازم للعلاج، كالانحياز وعدم وجود متوسطات بينية موثوقة، ومن الصعب أيضًا استبعاد إمكانية عدم وجود فرق بين علاجين أو مجموعتين.
قيم العدد اللازم للعلاج محددة زمنيًا. فمثلًا، إذا استمرت دراسة مدة 5 سنوات واستمرت أخرى مدة سنة، يصبح من غير الممكن مقارنة قيم العدد اللازم للعلاج بشكل مباشر.

## العدد اللازم للعلاج في الممارسة
يمكن أن يؤثر عدد من العوامل في معنى العدد اللازم للعلاج وفقًا للحالة. فالعلاج المدروس يمكن أن يكون في شكل حبوب أو حقن، أو عمليات جراحية، وغير ذلك من الاحتمالات الكثيرة.

## مثال واقعي
درست «أسكوت إل إل إيه»، وهي دراسة برعاية المُصنِّع، فائدة عقار أتورفاستاتين 10 ملغ (عقار خافض للكوليسترول) عند مرضى ارتفاع التوتر الشرياني (ارتفاع ضغط الدم) دون سوابق أمراض قلبية وعائية (وقاية أولية). استمرت الدراسة مدة 3.3 سنة، ووجدت انخفاضًا في الخطر النسبي للإصابة بحدث أولي (نوبة قلبية) خلال تلك الفترة بمقدار 36% (إنقاص الخطر النسبي). في المقابل، كان الانخفاض في الخطر المطلق أقل بكثير، لأن المجموعة المدروسة لم تتعرض للأحداث الوعائية القلبية بنسبة عالية خلال مدة الدراسة: 2.67% في مجموعة المراقبة، مقابل 1.65% في المجموعة المعالجَة. وبذلك، تبلغ قيمة إنقاص الخطر المطلق عند استخدام أتورفاستاتين مدة 3.3 سنة 1.02% (2.67% ناقص 1.65%). فيكون العدد اللازم للعلاج لمنع حدث وعائي قلبي واحد 98.04 مدة 3.3 سنة.  